# Reformierte Kirche (Borssum)

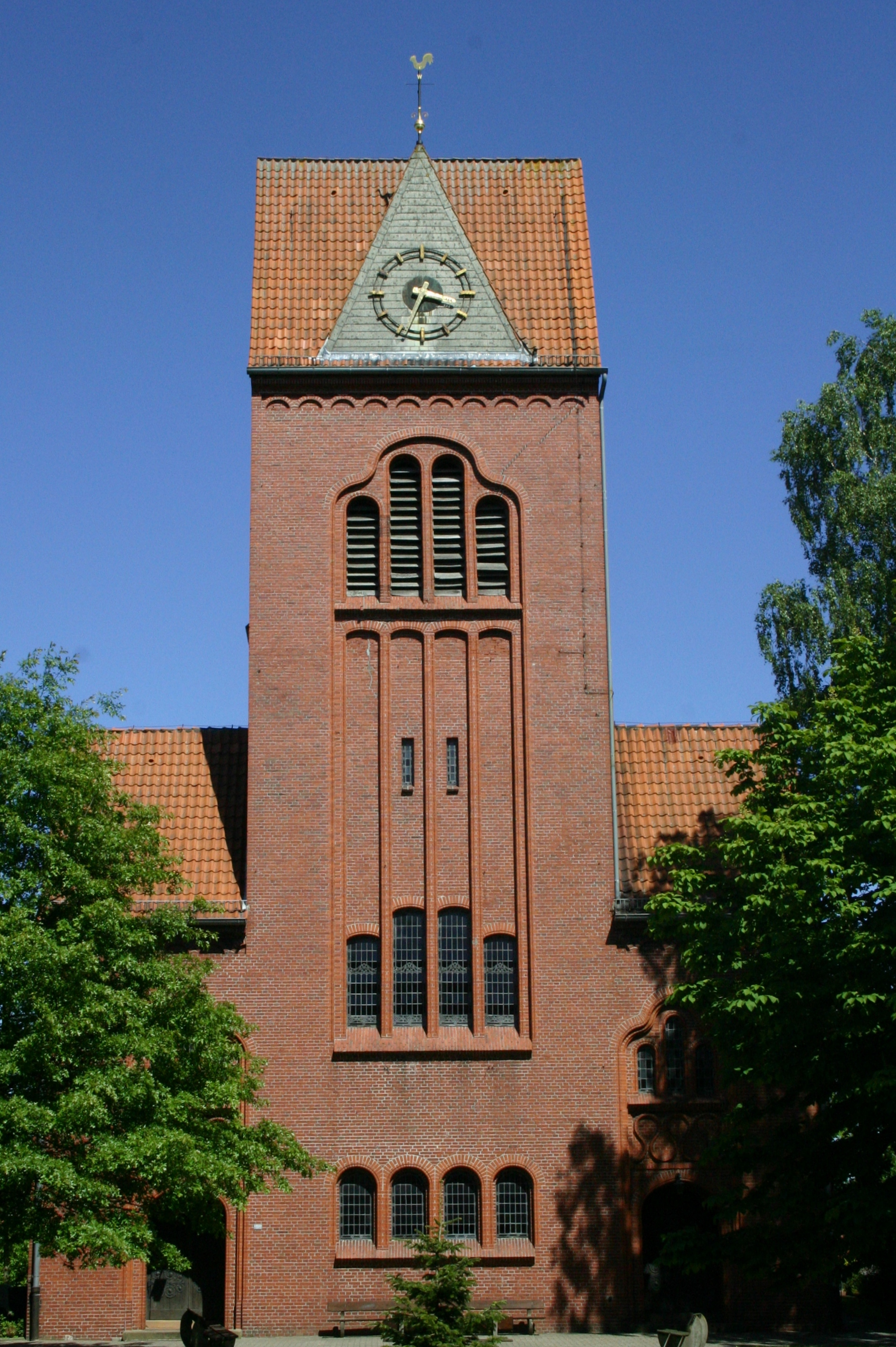
Die Reformierte Kirche

Die Reformierte Kirche in Borssum, einem Stadtteil der ostfriesischen Stadt Emden, wurde in den Jahren 1912/13 im Jugendstil erbaut.

## Geschichte

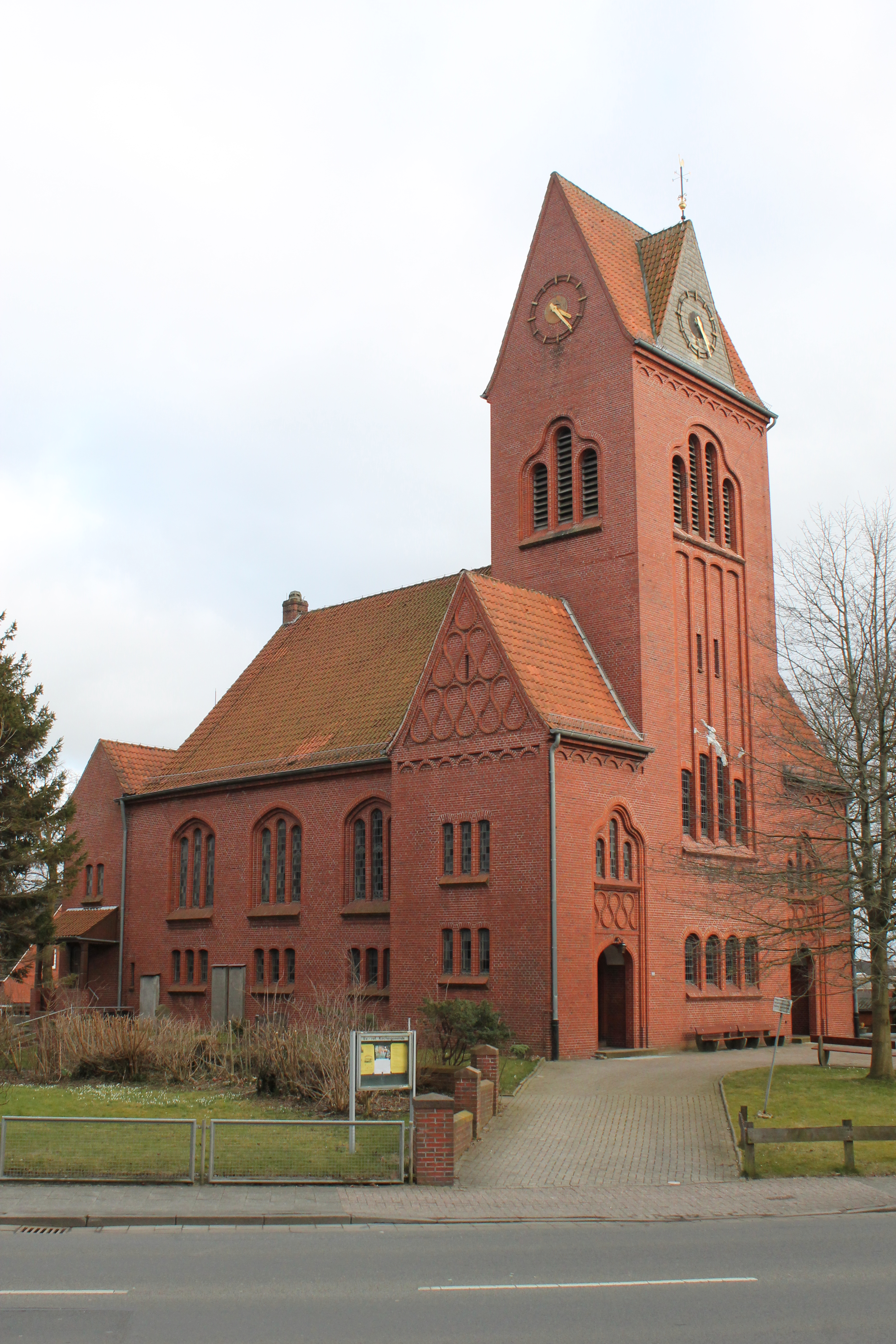
Nordwestseite der Jugendstilkirche

Die Kirche ist mindestens das zweite Gotteshaus in Borssum. Bis heute ist im Ort die St.-Nikolaus-Kirche aus dem 13. Jahrhundert erhalten. Diese verfiel im Laufe der Jahrhunderte immer mehr, so dass sie geschlossen werden musste und die Gemeinde einen Neubau an der Stelle der mittelalterlichen Kirche von Klein-Borssum beschloss, die abgerissen wurde. Die neue Kirche wurde in den Jahren 1912/13 nach Plänen des Berliner Architekten Otto March im Jugendstil errichtet. Die Bauzeichnungen befinden sich bis heute im Archiv der Gemeinde. Die 1896/97 gebaute Reformierte Kirche auf Borkum wurde ebenfalls von March entworfen und gilt als Schwesterkirche.

## Beschreibung
Die geostete Reformierte Kirche besteht aus dem Langhaus, einem eingezogenen Chor und einem wuchtigen Querbau. Dieser gliedert sich wiederum in die mit Satteldächern gedeckten Seiten, in dessen Zentrum der Kirchturm aufsteigt. Die Eingänge befinden sich rechts und links des Turmes im Querbau in hohen Nischen, deren Mitte von einem geschwungenen Band verziert wird. Dieses Muster begegnet ebenfalls in drei Zonen in den Giebeln des Querbaus. Nach oben wird die Nische von einer Dreifenstergruppe in Form eines Dreipassbogens abgeschlossen. Im mittleren Bereich des Turms sind vier kleine Rundbogenfenster angebracht. Die fließenden Jugendstil-Formen der Eingangsbereiche prägen auch den Kirchturm, der in der Mitte vier schmale Blenden mit Segmentbögen aufweist, die im unteren Drittel von vier Segmentbogenfenstern durchbrochen werden. Die vier rundbogigen Schallarkaden darüber werden wieder von einem dreipassähnlichen Bogen abgeschlossen. Die Langseiten sind mit je drei zweizonigen Fenstergruppen versehen, die in hohe Nischen mit Segmentbögen gesetzt wurden.

## Ausstattung

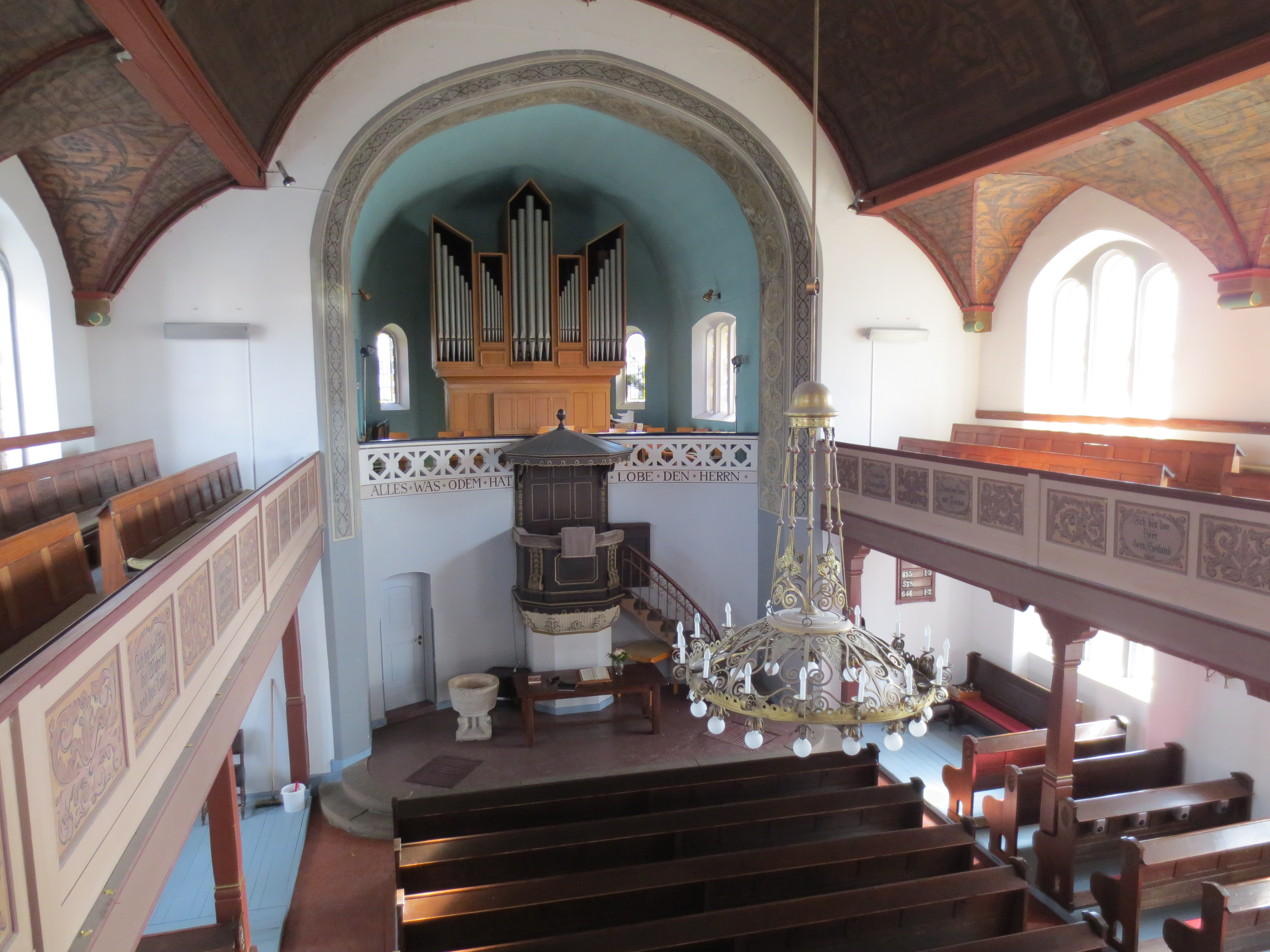
Innenraum

Der fast quadratische Innenraum wird durch die Säulen der Empore in drei Schiffe geteilt. Nach oben wird er von einem Tonnengewölbe abgeschlossen, das mit lebhaften Farben ausgemalt ist. In der Höhe gegenüber dem restlichen Baukörper niedrigeren polygonalen Apsis im Osten des Bauwerks wurden Orgel und Kanzel untereinander angeordnet.
Ältester Einrichtungsgegenstand ist das Taufbecken, das aus der Alten Kirche überführt wurde. Es stammt aus dem 13. Jahrhundert und ist aus Bentheimer Sandstein gefertigt. Er gehört zur sogenannten Blersumer Gruppe, die sich durch eine konische Kuppa, durch kurze Lisenen zwischen den vier löwengestaltigen Füßen und durch einen schlichten Ring zwischen den Friesen auszeichnet.

### Orgel
Die erste Orgel wurde 1913 von der Firma Ph. Furtwängler & Hammer gebaut. Das pneumatische Instrument hatte 18 Register, verteilt auf zwei Manuale und Pedal. Im Jahr 1966 schuf die Firma Emil Hammer eine neue Orgel mit elf Registern auf einem Manual und Pedal. Die Krummhörner Orgelwerkstatt führte 1990 eine Reparatur durch, Bartelt Immer 2009 eine weitere. Die Disposition lautet:
| Manual C–g3  |       |
| Praestant    | 8′    |
| Gedackt      | 8′    |
| Oktave       | 4′    |
| Rohrflöte    | 4′    |
| Nassat       | 2 ⁄3′ |
| Super-Oktave | 2′    |
| Mixtur IV–V  |       |
| Trompete     | 8′    |

| Pedal C–f1     |     |
| Subbaß         | 16′ |
| Gedackt-Pommer | 8′  |
| Gemshorn       | 4′  |